# Ренато Тапія
Ренато Тапія (ісп. Renato Tapia, нар. 28 липня 1995, Ліма) — перуанський футболіст, півзахисник клубу «Леганес».
Виступав, зокрема, за клуби «Твенте» та «Феєнорд», а також національну збірну Перу.
Володар Кубка Нідерландів.

## Клубна кар'єра
У професійному футболі дебютував 2013 року виступами за молодіжну команду клубу «Твенте», в якій провів один сезон, взявши участь у 21 матчі чемпіонату. Більшість часу, проведеного у складі, був основним гравцем захисту команди. Відіграв за команду з Енсхеде три сезони своєї ігрової кар'єри.
До складу клубу «Феєнорд» перейшов 2016 року. Відтоді встиг відіграти за команду з Роттердама 45 матчів в національному чемпіонаті.
20 липня 2020 Ренато перейшов до іспанського клубу «Сельта» уклавши чотирирічний контракт.
15 серпня 2024 року Тапія підписав доврічну угоду з іспанським клубом «Леганес».

## Виступи за збірні
Виступав у складі юнацької збірної Перу, взяв участь у 4 іграх.
Протягом 2013–2014 років залучався до складу молодіжної збірної Перу. На молодіжному рівні зіграв у 6 офіційних матчах.
2015 року дебютував в офіційних матчах у складі національної збірної Перу.
У складі збірної був учасником розіграшу Кубка Америки 2016 року у США.
У травні 2018 включений до заявки збірної на чемпіонат світу 2018 року.
Наразі провів у формі головної команди країни 91 матч.

## Статистика виступів

### Статистика виступів за збірну
Станом на 10 червня 2025:
| Збірна | Рік   | Матчі | Голи |
| ------ | ----- | ----- | ---- |
| Перу   | 2015  | 6     | 0    |
| Перу   | 2016  | 12    | 1    |
| Перу   | 2017  | 9     | 1    |
| Перу   | 2018  | 11    | 1    |
| Перу   | 2019  | 15    | 0    |
| Перу   | 2020  | 3     | 1    |
| Перу   | 2021  | 14    | 1    |
| Перу   | 2022  | 7     | 0    |
| Перу   | 2023  | 7     | 0    |
| Перу   | 2024  | 3     | 0    |
| Перу   | 2025  | 4     | 0    |
| Разом  | Разом | 91    | 5    |

## Титули і досягнення
- Чемпіон Нідерландів (1):

«Феєнорд»: 2016-17
- Володар Кубка Нідерландів (2):

«Феєнорд»: 2015-16, 2017-18
- Володар Суперкубка Нідерландів (1):

«Феєнорд»: 2017
- Срібний призер Кубка Америки: 2019